# Lehawa

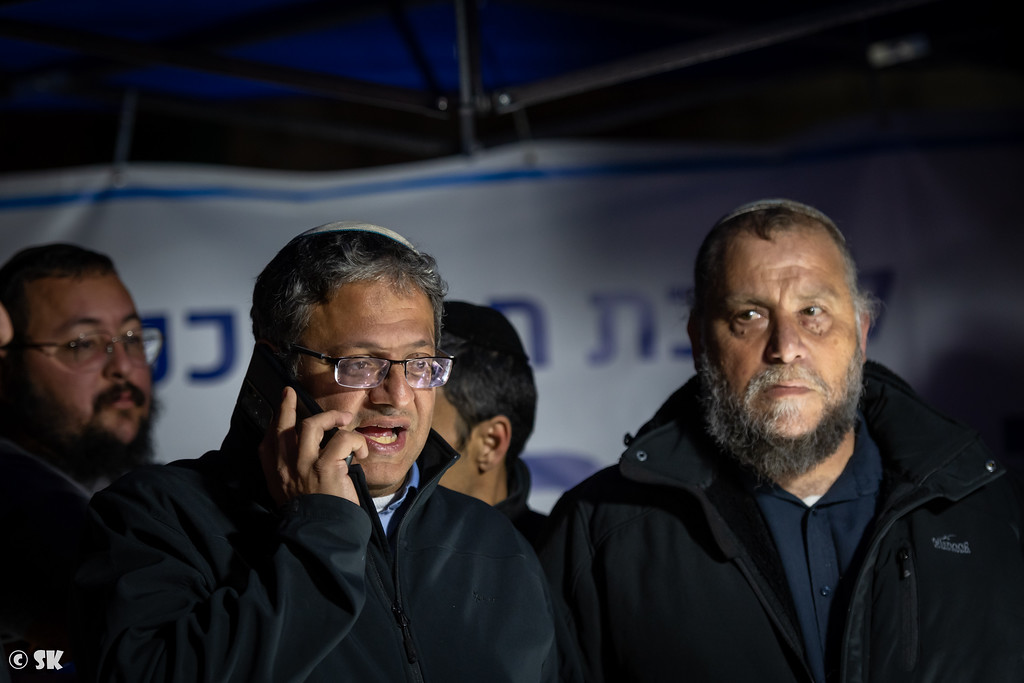
Itamar Ben-Gewir (po lewej) i Benci Gopsztejn (po prawej) podczas izraelskich protestów w Asz-Szajch Dżarrah w 2022 roku.

Lehawa (hebr. לֶהָבָ"ה, skrót. למניעת התבוללות בארץ הקודש, Le-mni’at ha-hitbolelut ba-arec ha-kodesz, Przeciwko Asymilacji w Ziemi Świętej) – radykalna, kahanistyczna organizacja żydowska, założona przez prawicowego aktywistę i ucznia rabina Me’ira Kahanego – Benciego Gopsztejna, która działa przeciwko kontaktom i mieszanym małżeństwom Żydówek i nie-Żydów, oferuje pomoc i terapie dla Żydówek ze związków mieszanych, promuje gospodarkę opartą na wyłącznie żydowskiej sile roboczej, sprzeciwia się imigrantom i ruchom LGBT, nawołuje do wydalenia z kraju chrześcijan i Arabów.
Z działalnością organizacji związani są m.in. Baruch Marzel (polityk i aktywista), Micha’el Ben-Ari (polityk, naukowiec), czy Itamar Ben-Gewir (prawnik, lider partii Żydowska Siła).
Lehawa i jej działacze byli wielokrotnie oskarżani o akty przemocy, nawoływanie do nienawiści na tle narodowościowym, rasowym, religijnym i seksualnym, akty wandalizmu miejsc świętych innych wyznań. Wielokrotnie wzywano do delegalizacji Lehawy. Organizacja ma powiązania z radykalną grupą kibiców Beitaru Jerozolima – La Familia oraz oraganizacją Chemla.

## Powstanie i zadania organizacji

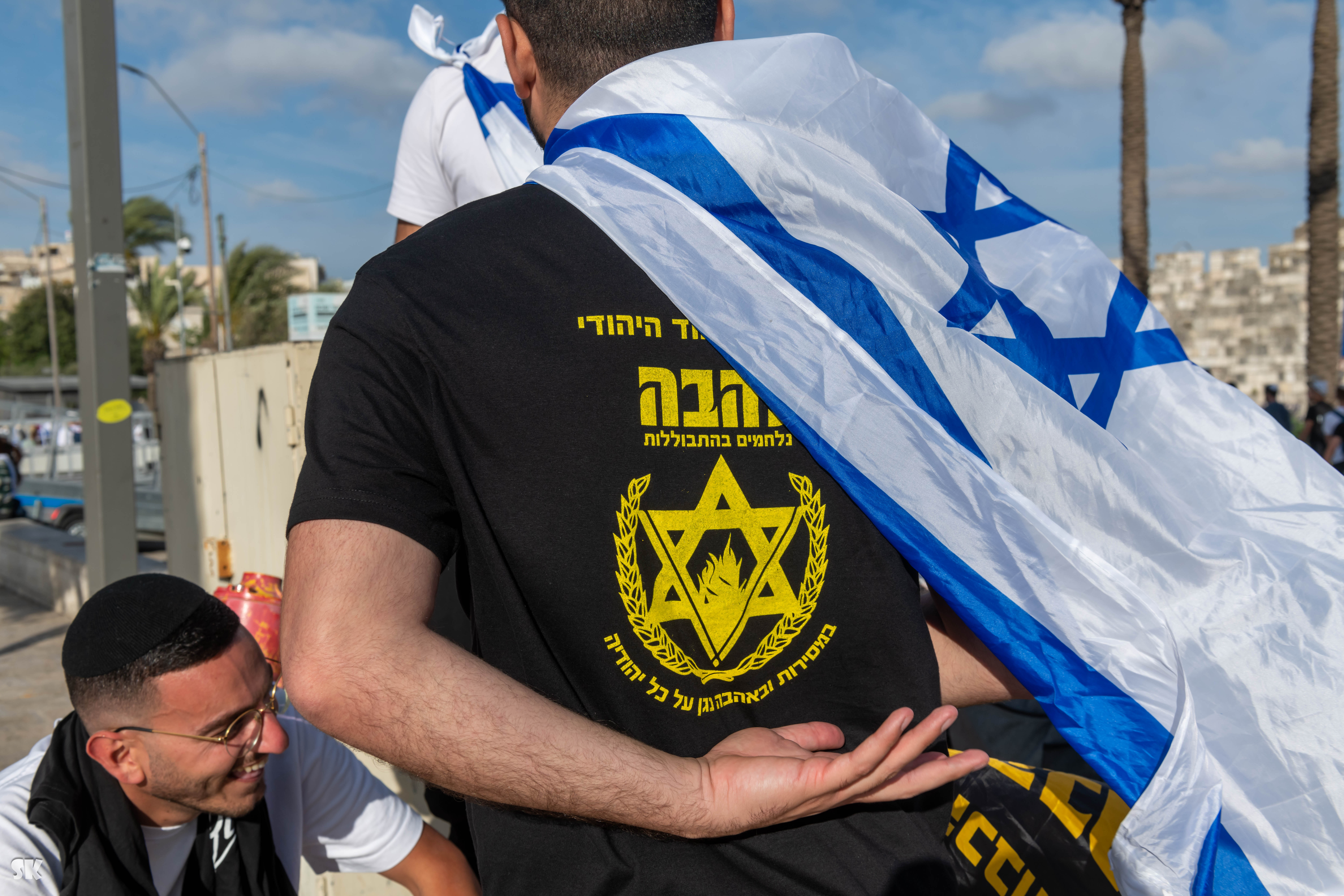
Logo Lehawy.

Lehawa powstała w święto Chanuki w 2009 roku i została założona przez Benciego i Anat Gopsztejnów. Tym, co spowodowało, że Gopsztejnowie utworzyli Lehawę, była ich wcześniejsza współpraca z Izraelkami, które były w związkach z gojami lub zostały przez nich „skrzywdzone”. Organizacja miała zajmować się prewencją, aby nie dochodziło do kontaktów Żydówek z nie-Żydami. Według Gopsztejna relacje z przedstawicielami innych kultur doprowadzają do zaniku tożsamości żydowskiej, nawet w Izraelu, i dlatego należy zwalczać przejawy asymiliacji. Według informacji podanych na stronie Lehawy organizacja zatrudnia specjalistów, którzy zapewniają całodobową pomoc oraz opiekę psychologiczną i prawną kobietom.
Lehawa stawia sobie następujące zadania:
- wspieranie Żydów i Żydówek w każdym miejscu na świecie w myśl micwy ahawat Jisra’el, która nakazuje wszystkim Żydom miłować się nawzajem,
- przeciwdziałanie „krzywdzeniu i wykorzystywaniu” Żydówek przez gojów,
- zapewnianie opieki i wsparcia Żydówkom i ich dzieciom
- działanie na rzecz budowania Izraela jako „prawdziwego” państwa żydowskiego,
- przeciwdziałanie działalności misyjnej kościołów chrześcijańskich w Izraelu (tzw. nowoczesna krucjata),
- przeprowadzanie szkoleń z samoobrony.

Za gojów organizacja postrzega Arabów, innowierców, imigrantów i pracowników zagranicznych. Środowiska te, w przekonaniu Lehawy, stanowią największe zagrożenie dla wszystkich Żydówek. Organizacja funkcjonuje w trybie całodobowym i zbiera informacje na temat sytuacji Żydówek będących w związkach z nie-Żydami bezpośrednio od kobiet lub ich rodzin.
Izraelska gazeta internetowa „The Times of Israel” podała w 2016 roku, że organizacja Lehawa zajmuje się także organizowaniem obozów, na których przeprowadza się szkolenia paramilitarne, kursy sztuk walki, kursy z obrzędów i tradycji żydowskich, a także przygotowuje się młodzież do radzenia sobie podczas zatrzymania przez Policję Izraela lub podczas przesłuchań prowadzonych przez Szabak .
Lehawa powiązana jest także z organizacją społeczną o nazwie Chemla, która otrzymuje fundusze z budżetu państwa na pomoc społeczną, materialną i żywnościową dla potrzebujących kobiet, wsparcie dla kobiet zagrożonych asymilacją i konwersją. Chemla niesie również pomoc osadnikom z Zachodniego Brzegu. Gazeta „Ha-Arec” w swoim dochodzeniu dotarła do źródeł, które stwierdzają, iż Lehawa jest wspierana finansowo z pieniędzy publicznych przekazywanych Chemli .
Lehawa ma także wpływy w środowisku kibiców Beitaru Jerozolima z grupy La Familia. Poza tym, organizacja utrzymuje kontakty z izraelskim raperem Ha-Celem. Jej działalność oparta jest na młodych aktywistach, pochodzących z rodzin mizrachijskich o niskim statusie ekonomicznym. Organizacja jest również wspierana przez działaczy ortodoksyjnych, którzy nie pochodzą jednak z ortodoksyjnych rodzin. Większość z nich to sefardyjscy ba’alej tszuwa, którzy postanowili porzucić świecki styl życia na rzecz stylu religijnego.

## Działalność

### Antyarabskie poglądy

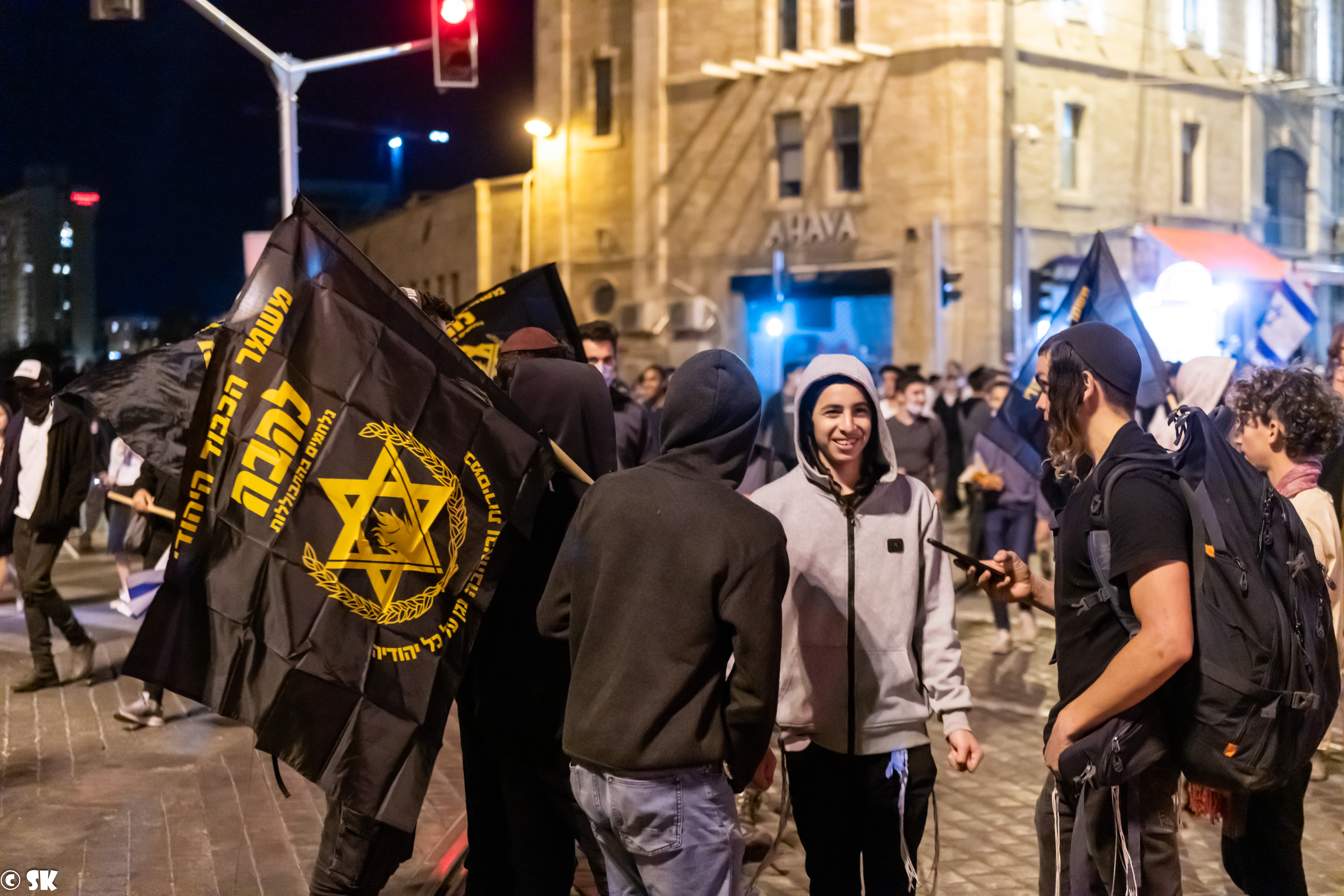
Sympatycy Lehawy w Jerozolimie (2023).

W trakcie swoich wystąpień członkowie Lehawy nawołują do segregacji narodowościowej w Izraelu. Ten sam postulat był podnoszony przez Me’ira Kahanego. Lehawa twierdzi, że współistnienie Żydów i Palestyńczyków w jednym państwie jest niemożliwe ze względu na duże różnice kulturowe. Micha’el Ben-Ari i Itamar Ben-Gewir przekonywali w 2013 roku o tym, iż zbyt liberalna polityka państwa wobec narodu palestyńskiego stwarza duże zagrożenie dla Państwa Izrael. Podczas organizowanych przez Lehawę marszy rozdawane są ulotki informujące o niebezpieczeństwie wynikającym kontaktów z ludnością palestyńską.
Gopsztejn wielokrotnie bronił młodych Izraelczyków, którzy atakowali osoby narodowości palestyńskiej. Twierdził, że wszystkiemu są winni Palestyńczycy, którzy zamiast szukać partnerek we własnych miejscowościach, wolą „nękać” Żydówki. Te z kolei nie otrzymują pomocy od policjantów i w rezultacie obywatele muszą bronić się sami. Założyciel Lehawy podkreśla także, że izraelska gospodarka powinna opierać się wyłącznie na żydowskiej sile roboczej. Spytany o to, co by zrobił, gdyby na weselu, na które byłby zaproszony, kelnerem był Arab, stwierdził, że „poszukałbym najbliższego szpitala”.
W jednym z wywiadów udzielonych dla portalu „Aruc Szewa” wyraził następującą opinię o Palestyńczykach:

Wrogowie, którzy są wśród nas, są jak rak. Jeżeli nie weźmiemy i nie wyrzucimy tego raka, to nie będziemy dalej funkcjonować i każdego dnia będą tu umierać Żydzi. Ale ognisko raka, jego największe przerzuty są w głowie, a głową jest Wzgórze Świątynne. Wzgórze Świątynne jest największym rozrostem raka, który mamy tutaj i jeżeli rząd Izraela nic z tym nie zrobi, nie powstrzyma rozrostu, to nie uda nam się doprowadzić kraju do całkowitego odkupienia.

W izraelskich miastach, w których Lehawa ma swoje oddziały, członkowie organizują patrole w celu ochrony żydowskich kobiet. W ich trakcie dochodzi do ataków na arabskich przechodniów i sklepikarzy. W kwestii stosowania przemocy wobec Palestyńczyków Gopsztejn stwierdził, że „przemocy Arabom nigdy za wiele. Nie jestem pacyfistą. Są tacy, którzy zasługują na użycie przeciwko nim przemocy (...)”. Członkowie Lehawy w swoich antyarabskich działaniach uciekają się do aktów dewastacji, a nawet podpaleń.
Ze względu na rasistowskie wypowiedzi i podżeganie do agresji wobec narodu palestyńskiego Baruch Marzel i Gopsztejn zostali objęci zakazem startu z list Żydowskiej Siły w wyborach parlamentarnych we wrześniu 2019 roku .

### Przeciwdziałanie asymilacji Żydów
Według członków organizacji asymilacja jest współcześnie największym zagrożeniem dla Żydów. Żyją oni w mieszanych miastach, uczą się w koedukacyjnych szkołach, co sprawia, że Żydzi chcą „upodabniać się do gojów”. To z kolei prowadzi do zacierania się tożsamości narodowej i wiedzy na temat judaizmu . W styczniu 2019 roku organizacja poinformowała, że na swoim kanale na portalu YouTube będzie publikować odcinki serialu dotyczącego niebezpieczeństw płynących z asymilacji. Zgodnie z komunikatem, wszystkie odcinki opierać się będą na faktach. Za największego winowajcę asymilacji Gopsztejn uważa współczesne media, które promują małżeństwa mieszane.
W 2021 roku Lehawa zapoczątkowała akcje informacyjne w tzw. miastach mieszanych, zamieszkiwanych przez Żydów i Arabów. Polegały one na przekonywaniu żydowskich rodzin, aby te nie wysyłały swoich dzieci do publicznych szkół, w których będą uczyć się z nie-Żydami. W zamian za to dzieci żydowskie powinny uczęszczać do szkół religijnych. Organizacja twierdzi, że szkoły, w których uczą się dzieci nieżydowskie, sprzyjają procesowi odchodzenia od wiary, co doprowadza do asymilacji.
W 2010 roku Baruch Marzel wysłał do izraelskiej modelki Bar Refa’eli list, w którym prosił ją, aby nie wychodziła za mąż za Leonardo DiCaprio, bo to będzie „szkodą dla przyszłych pokoleń” . Z kolei w 2019 roku Gopsztejn wysłał list do polityka Likudu Gide’ona Sa’ara o tym, że jego córka spotyka się z izraelskim Arabem, aktorem z serialu Fauda. Jak sam później komentował swój czyn, przyznał, że „to nie jest kwestia rasizmu, Boże uchowaj, tylko przetrwania narodu żydowskiego” .

### Działania przeciwko ruchom LGBT

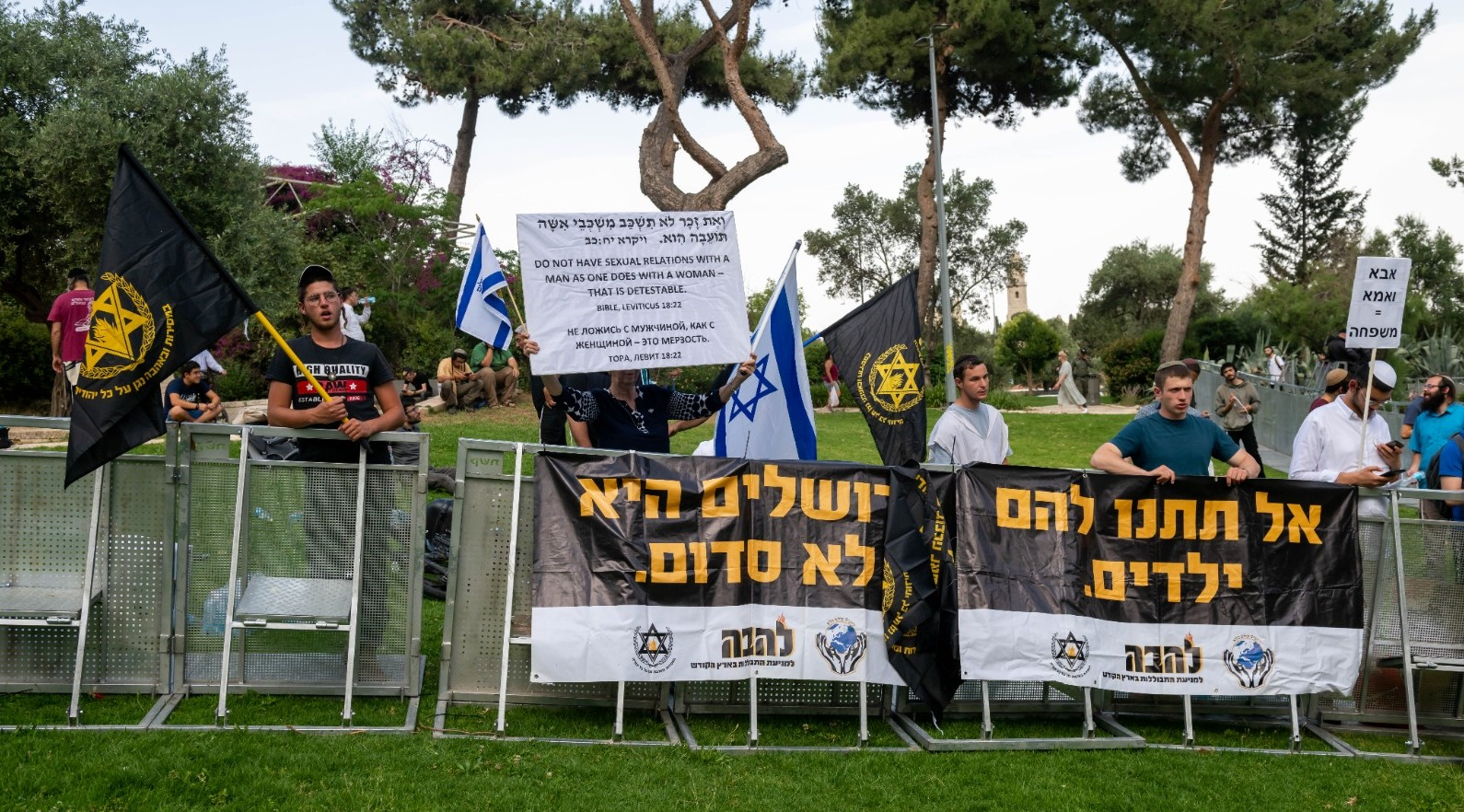
Protest przeciwko paradzie równości w Jerozolimie (2023). Napisy na banerach (od lewej): „Jerozolima nie jest Sodomą”, „Nie dawajcie im dzieci” i „Mama i tato = rodzina”.

Organizacja stanowczo działa przeciwko ruchom LGBT w Izraelu i Jerozolimie. Gopsztejn uważa ich istnienie, działalność i parady za „prowokacyjne próby włożenia palca w oko rozsądnej większości w Jerozolimie”, a także niszczenie tradycyjnych wartości i tradycyjnych rodzin żydowskich . Lehawa sprzeciwia się corocznym marszom równości w Jerozolimie i organizuje kontrmanifestacje przeciwko nim.

### Stosunek wobec innych wyznań w Izraelu
Lehawa przejawia wrogi stosunek wobec kościołów chrześcijańskich w Izraelu. Członkowie organizacji oskarżają chrześcijan o to, że w przeszłości prześladowali Żydów, zabijali ich, oskarżali Żydów o przeprowadzanie mordów rytualnych na małych dzieciach. Gopsztejn miał stwierdzić, że nie chce, aby chrześcijanie nauczali Żydów o Jezusie tak, jak nie chce uczyć chrześcijan o judaizmie. Lehawa nawołuje do wydalenia z Izraela przedstawicieli kościoła katolickiego, który nazwał „starym, długowiecznym wrogiem” i „krwiopijczymi wampirami”. W 2015 roku Gopsztejn z Lehawą protestowali przeciwko wspólnemu dekorowaniu choinek na Święta Bożego Narodzenia w Jerozolimie, ponieważ „nie do przyjęcia jest, aby w czasie, gdy w Jerozolimie codziennie dochodzi do ataków, odbywa się zgromadzenie, które jest całkowicie próbą nawrócenia Żydów”.
W 2015 roku przywódca pozytywnie odniósł się do ataków i podpaleń kościołów oraz meczetów. Stwierdził wówczas, że działanie takie znajduje przyzwolenie w naukach Majmonidesa, który wzywał do zwalczania bałwochwalstwa . Za przyzwolenie na niszczenie kościołów Gopsztejn został skrytykowany przez szefa Anti-Defamation League.
Lehawa jet również przeciwna działalności organizacji żydów mesjanistycznych w Izraelu.

## Krytyka organizacji
W 2015 roku ówczesny minister obrony Izraela Mosze Ja’alon zwrócił się do prawników o przedstawienie opinii na temat tego, czy istnieją podstawy, aby zdelegalizować Lehawę . W tym samym roku politycy Obozu Syjonistycznego wnieśli prośbę do Prokuratora Generalnego Izraela o delegelizację Lehawy jako organizacji szerzącej rasistowską ideologię partii Kach.
W 2019 roku Prokuratura Krajowa Izraela oskarżyła Gopsztejna o podżeganie do agresji, rasizmu i terroryzmu. Uznano, że w latach 2012–2017 w swoich wystąpieniach publicznych stosował retorykę, która mogła być odczytana jako nawoływanie do przemocy przeciwko Palestyńczykom.
W 2020 roku TikTok ogłosił zamknięcie konta Lehawy ze względu na naruszenia regulaminu aplikacji.
W 2021 roku minister bezpieczeństwa wewnętrznego Omer Bar-Lew podjął działania mające na celu delegalizację organizacji. W tym celu podjął współpracę z Komisją Spraw Zagranicznych i Obrony Knesetu oraz prokuratorem generalnym. W maju 2022 roku, po zajściach w trakcie obchodów Dnia Jerozolimy, minister obrony Izraela Beni Ganc uznał, że Lehawa powinna zostać uznana w kraju za organizację terrorystyczną ze względu na podżeganie do agresji na tle narodowościowym i rasowym.
Opinie prawników i izraelskich naukowców stanowią, że delegalizacja Lehawy spowodowałaby dalszą radykalizację członków organizacji. Ponadto minister obrony ma uprawnienia do uznania wybranej organizacji za terrorystyczną na podstawie dowodów przedstawionych przez Szabak. Israel Democracy Institute wskazuje jednak, że Lehawa nie spełnia kryteriów, które pozwalałyby uznać ją za terrorystyczną, ponieważ nie łamie regularnie prawa poprzez działania mające na celu zagrożenie społeczeństwu .